# 話しかけたかった
「話しかけたかった」（はなしかけたかった）は、南野陽子の7枚目のシングル。1987年4月1日にCBS・ソニーからリリースされた。

## 背景
「話しかけたかった」は、シングル表題曲で初めてとなる全編メジャー調の楽曲。この曲は、1か月後に発売されるアルバム『BLOOM』収録曲となる予定で制作されており、CBS・ソニーのスタッフは南野主演のドラマ『スケバン刑事II』シリーズをイメージさせるマイナー調の「花束を壊して」をシングルに強く推し、ディレクターは「リバイバル・シネマに気を付けて」を推していたが、南野本人は自分がイメージし易く笑顔でふわっと歌いたい楽曲だったとして、レコード会社の上層部に直訴し、「話しかけたかった」のシングル化を実現させたという。
前作「楽園のDoor」に続き、2作連続でオリコン1位を獲得。TBS系『ザ・ベストテン』で自身初の1位を2週連続で獲得した。当番組では南野と仲の良い高校時代の友人が駆け付けて祝福し、更には両親から突然の手紙が届き、南野が思わず感極まり涙ぐむシーンが見られた。

## 収録曲
両曲共通　編曲: 萩田光雄
1. 話しかけたかった
作詞: 戸沢暢美／作曲: 岸正之
2. エイプリル・フール
作詞: 田口俊／作曲: 木戸泰弘

## 版権
- 発売当初からバーニングパブリッシャーズにある[4]。

## カヴァーしたアーティスト
- 堀ちえみ (2005年) - カヴァーアルバム『80's IDOL SONGS COLLECTION』に収録。
- 千葉紗子 (橙条瑠妃) (2008年) - アニメ『ロザリオとバンパイア』キャラクターソングシングルに収録。
- 二階堂和美 (2008年) - カヴァーアルバム『ニカセトラ』に収録。
- 星野みちる（2019年）- アルバム『月がきれいですね』に収録。

## その他
- ビック東海開発、セガ販売よりリリースされたアーケードのアクションゲーム「UFO戦士ようこちゃん」において、南野の持ち曲がBGMとしてアレンジされており、この楽曲がSTAGE1のBGMとして使用されている。

## 参考資料
- ザテレビジョン『別冊ザテレビジョン ザ・ベストテン～蘇る!80's ポップスHITヒストリー～』角川インタラクティブ・メディア、2004年12月。ISBN 4-04-894453-3。